# Polyethylenterephthalat
Polyethylenterephthalat (Kurzzeichen PET) ist ein durch Polykondensation hergestellter thermoplastischer Kunststoff aus der Familie der Polyester. PET hat vielfältige Einsatzbereiche und wird unter anderem zur Herstellung von Kunststoffflaschen (PET-Flaschen), Folien und Textilfasern verwendet. Im Jahr 2008 lag die Produktion bei 40 Millionen Tonnen. Trotz verstärktem Recycling in jüngerer Zeit erhöhte sich die Produktionsmenge bis 2016 auf 56 Millionen Tonnen.

## Geschichte
Polyethylenterephthalat geht auf eine Erfindung der beiden Engländer John Rex Whinfield und J. T. Dickson zurück. In den Laboren des Textilunternehmens Calico Printers Association in Accrington gelang ihnen 1941 erstmals die Herstellung eines Polyesters aus Ethylenglycol und Terephthalsäure sowie die Faserherstellung hieraus. In dem GB-Patent Nr. 578 079 wird diese Erfindung beschrieben. Da sie in die Zeit des Zweiten Weltkriegs fiel, wurden die Erfindungsbeschreibung ebenso wie auch ein Nachfolgepatent zu Geheimpatenten erklärt. Da bei der Calico Printers Association weitere Entwicklungsarbeiten nicht durchgeführt werden konnten, wurden diese von einem britischen Regierungsinstitut übernommen. Wegen der dort beschränkten Möglichkeiten wurde Ende 1943 das britische Chemieunternehmen Imperial Chemical Industries (ICI) mit den weiteren Forschungs- und Entwicklungsarbeiten beauftragt. Außerdem drängte die britische Regierung auf eine vertragliche Vereinbarung zwischen der Calico Printers und der ICI zur Übernahme der Herstellungsrechte durch Letztere. Die ICI erhielt diese 1947 weltweit, mit Ausnahme der USA. Zwei Jahre später begann bei der ICI die Versuchsproduktion von Fasern aus Polyethylenterephthalat unter der Markenbezeichnung Terylene. Durch die Zusammenarbeit der ICI mit dem amerikanischen Chemiekonzern Du Pont waren Informationen über die Erfindung an dieses Unternehmen gelangt, wo ab 1944 eigene Entwicklungsarbeiten durchgeführt wurden. Du Pont erwarb die Herstellungsrechte für die USA und begann 1949 die Versuchsproduktion einer Faser, die später den Markennamen Dacron erhielt. Sowohl bei der ICI als auch bei Du Pont begann 1953 die Großproduktion der Fasern.
Nach Lizenzvergaben wurden auch in Deutschland Fasern aus Polyethylenterephthalat hergestellt und unter den Markennamen Diolen und später ab 1956 unter dem Firmennamen Trevira auf den Markt gebracht.
Besonders in den 1970er Jahren weitete sich die Produktion dieser Fasern weltweit stark aus. Deren rasche Verbreitung und der damit verbundene wirtschaftliche Erfolg können als einmalig in der Textilbranche betrachtet werden. Fasern aus Polyethylenterephthalat haben die führende Stellung unter den Synthesefasern inne. Das Hauptherstellerland ist in den 2020er Jahren die Volksrepublik China.

## Eigenschaften

### Physikalische Eigenschaften
PET ist schwach polar, kann aber mangels O–H- oder N–H-Bindungen keine intra- oder intermolekularen Wasserstoffbrücken zu benachbarten Ketten ausbilden. Das Molekül ist linear ohne Verzweigungen oder Vernetzungen aufgebaut und besitzt keine sperrigen Seitengruppen, so dass sich bei langsamem Abkühlen kristalline Bereiche ausbilden können. Wird PET hingegen schnell unter seine Glasübergangstemperatur von ca. 80 °C abgekühlt, wie es z. B. beim Flaschenblasen der Fall ist, erstarrt es im amorphen Zustand und bleibt transparent.
Die Dichte von amorphem PET (A-PET) beträgt 1,33–1,35 g·cm−3, die von teilkristallinem C-PET 1,38–1,40 g·cm−3. Die Elementarzelle ist triklin {a = 4,56 nm, b = 5,94 nm, c = 10,75 nm, α = 98,5°, β = 118°, γ = 112°}. Die Dichte des teilkristallinen Kunststoffs hängt vom Kristallisationsgrad ab, der bei unmodifiziertem PET 70 % kaum übersteigt. Bei der Festphasenpolykondensation, die zur Erzielung höhermolekularer PET-Güten standardmäßig durchgeführt wird, entscheiden Dauer und Temperatur über den Polymerisationsgrad, d. h. die Länge der Molekülketten, und damit über die Viskosität der Schmelze und die Verarbeitungseigenschaften. Auch die Kristallisationsneigung und damit eine Reihe weiterer Eigenschaften werden hierdurch beeinflusst. Der Schmelzpunkt von C-PET liegt (abhängig vom Kristallinitätsgrad) zwischen 235 und 260 °C. Die Kristalle erhöhen die Festigkeit und die Formbeständigkeit bei Temperaturen über 80 °C. Im Vergleich zu A-PET besitzt C-PET eine etwas höhere Steifigkeit und Härte, aber eine geringere Schlagzähigkeit. Beide Varianten zeichnen sich durch ein günstiges Gleit- und Verschleißverhalten aus.
Bei Erwärmung über 80 °C geht amorphes PET in den teilkristallinen Zustand über, sofern die Ketten nicht mit Bestandteilen modifiziert sind, die die Kristallisation behindern (vgl. PETG). Infolge der höheren Dichte der kristallinen Bereiche ziehen sich blasgeformte PET-Flaschen – ähnlich wie vakuumgezogene Joghurtbecher aus PS – bei starkem Erhitzen teilweise wieder zusammen. Da die Kristalle das Licht brechen, verliert PET beim Kristallisieren seine Transparenz und wird opak.

### Chemische Eigenschaften
Polyethylenterephthalate sind gegen viele Chemikalien beständig und werden daher bevorzugt als Behälter für Flüssigkeiten in der Lebensmittelindustrie, aber auch im Labor und in der Medizin verwendet.
Gegenüber starken anorganischen Säuren, insbesondere Schwefelsäure oder Salpeter- und Salzsäure, ist PET jedoch unbeständig.
Die Analyse von PET mittels 1H und 13C NMR-Spektroskopie ist in der Literatur beschrieben.

## Herstellung
Die Monomere, aus denen PET hergestellt wird, sind Terephthalsäure (1,4-Benzoldicarbonsäure) und Ethylenglycol (1,2-Dihydroxyethan, Ethan-1,2-diol, Ethandiol).

Reaktionsschema der PET-Herstellung durch Polykondensation

Reaktionsschema der PET-Herstellung durch Umesterung ausgehend von Dimethylterephthalat

Die großtechnische Herstellung erfolgt teilweise noch durch Umesterung von Dimethylterephthalat mit Ethandiol. Da es sich um eine Gleichgewichtsreaktion handelt, wird ein Überschuss von Ethandiol eingesetzt, der durch die Reaktionsführung wieder abdestilliert wird, um das Gleichgewicht günstig zu beeinflussen. Die Schmelzphasenpolykondensation führt nicht (in technisch sinnvollen Zeiträumen) zu ausreichend hohen Molmassen. Darum werden PET-Güten für Flaschen oder Industriegarn (z. B. Diolen, Trevira) im Nachgang über Festphasenpolykondensation (SSP – solid state polycondensation) weiter kondensiert.
Auch Ringöffnungsreaktionen aus Oligomeren sind möglich, wobei kein Kondensat anfällt und schnell hohe Molmassen von mehr als 100.000 g/mol erreicht werden können. Diese Verfahren befinden sich jedoch noch in der Entwicklung.
In neueren Verfahren wird Ethandiol mit Terephthalsäure direkt verestert. Bei der Verarbeitung wird PET in teilkristalliner Form bevorzugt, es kristallisiert jedoch spontan nur sehr langsam, weshalb Nukleierungsmittel für eine rasche Kristallisation zugesetzt werden muss.
In PET finden sich oft Spuren von Antimon(III)-oxid, das bei der Herstellung als Katalysator eingesetzt wird.
Seit ungefähr 2010 ist PET auf dem Markt, bei dem die Ethylenglycolkomponente (ca. 30 % des Produkts) aus nachwachsenden Rohstoffen hergestellt ist. 2017 wurden ca. 1,09 Millionen Tonnen davon produziert, womit es den größten Anteil unter allen (teil-)biobasierten Kunststoffen ausmacht. Mitte 2015 wurde zum ersten Mal eine vollständig aus nachwachsenden Rohstoffen hergestellte PET-Flasche auf der Weltausstellung in Mailand präsentiert. Das Produkt ist nicht marktreif, da sich die Herstellung der Terephthalsäure aus nachwachsenden Rohstoffen nicht durchgesetzt hat.

## Verwendung

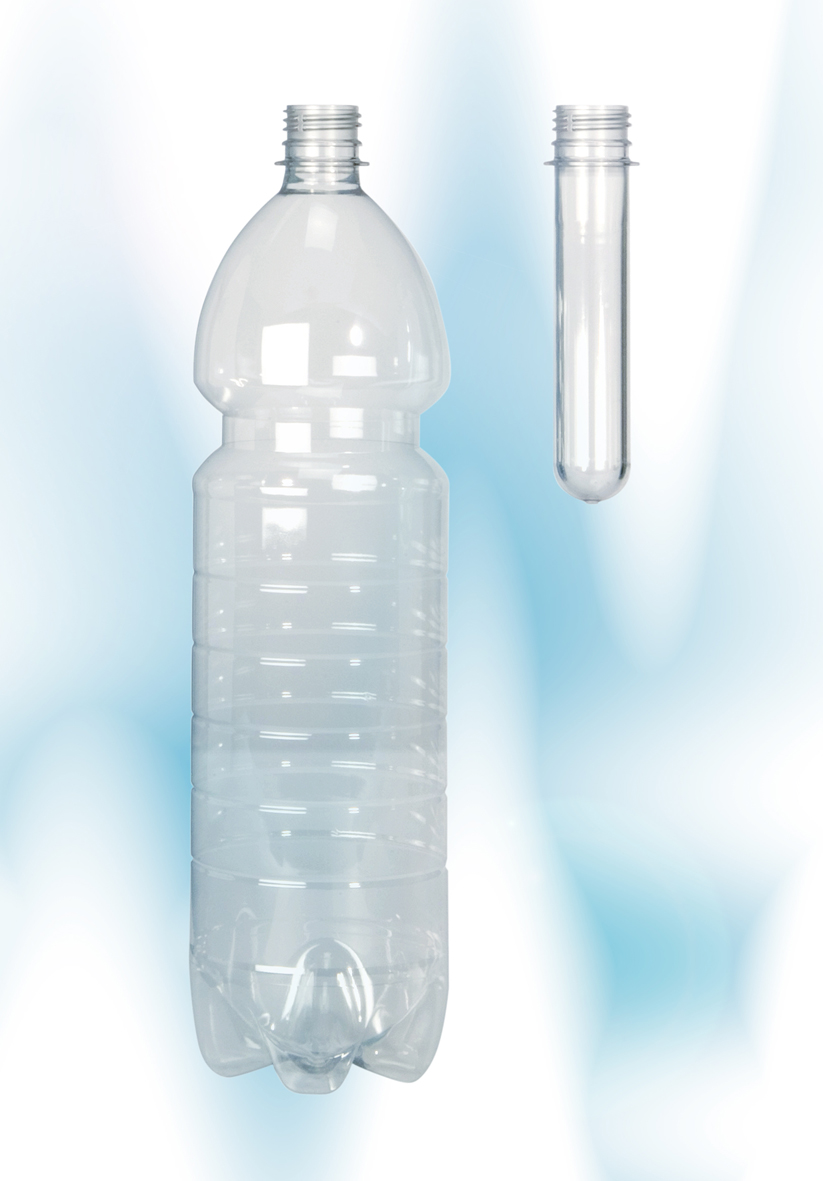
Eine handelsübliche Einweg-PET-Flasche mit Rohling

PET wird hauptsächlich zu Textilfasern, zu Folien und Verpackungen (2012: 14,7 Mio. t, Anteil über 20 %, steigend) eingesetzt.
Die bekannteste Verwendung sind PET-Flaschen, sie werden durch Spritzblasen oder Streckblasen gefertigt. Die Verarbeitung zu Textilfasern ist der mengenmäßig größte Anteil. Weitere Anwendungsbeispiele sind Folien, unter anderem zur Anfertigung von Filmträgerfolie, Overheadfolien oder Kondensatoren. Seit den 1950er Jahren können aus PET sehr dünne Folien hergestellt werden, zum Beispiel unter der Marke Hostaphan®, Mylar®.
Als Textilfaser (Polyester) wird PET eingesetzt, weil es knitterfrei, reißfest und witterungsbeständig ist und nur sehr wenig Wasser aufnimmt. Letzteres prädestiniert Stoff aus PET-Fasern für Sportkleidung, die schnell trocknen muss. Aufgrund dieser Eigenschaften und weil es zudem sehr leicht ist, wird es auch zur Herstellung der Hüllen von Heißluftballons verwendet.
In der Lebensmittelindustrie wird PET zur Verpackung eingesetzt. Es kann amorph verarbeitet werden und ist in dieser Form farblos und durchsichtig mit hoher Lichtdurchlässigkeit. Unbeschichtete PET-Flaschen haben eine unzureichende Gasdichtigkeit, weshalb für empfindliche Getränke oder Lebensmittel wie Fruchtsäfte, Bier, Wein oder Ketchup eine Diffusionsbarriere, meist aus Siliciumdioxid, aufgebracht wird.
Diese Schicht wird im Plasmaverfahren entweder innen oder außen aufgebracht.

Allerdings entsteht bei der Herstellung der PET-Flaschen auch Acetaldehyd, das in geringen Mengen in den Inhalt übergehen und ihn geschmacklich (sensorisch) verändern kann – dies ist besonders bei Mineralwasser ein Problem. Auch das bei der Herstellung oft verwendete Antimon(III)-oxid (Antimontrioxid) kann sich im Flüssigkeitsinhalt einer PET-Flasche lösen. Untersuchungen von in PET-Flaschen abgefüllten Fruchtsäften ergaben Antimontrioxidkonzentrationen von <1 bis zu 44,7 µg/L in unverdünnten Saftkonzentraten. Der anzuwendende Grenzwert (sog. spezifische Migrationsgrenze) für den Übergang von Antimontrioxid aus Kunststoff in Lebensmittel beträgt 40 µg/L. Dieser Wert wurde bei Fertigbackprodukten teilweise überschritten, dies insbesondere, weil Antimontrioxid bei hoher Temperatur leichter löslich ist.
Wegen seiner guten Gewebeverträglichkeit wird PET auch als Werkstoff für Gefäßprothesen genutzt.

### Polyesterfolie
Ein großes Anwendungsgebiet für Polyethylenterephthalat (PET) sind Folien, die in Dicken von 1 bis 800 µm hergestellt werden. Ihre Anwendung geht über Dünnstfolien für Kunststoff-Folienkondensatoren, Prägefolien, Verpackungsfolien für aromadichte Verpackungen, Möbelfolien, eingefärbte Lichtschutzfolien, Kinefilm, Fotofilm, Röntgenfilm, Elektroisolierfolie, Ankernutisolierfolie bis zur Folie für Teststreifen in der pharmazeutischen Industrie. Ein großes Anwendungsgebiet sind auch Trägerfolien für Magnetbänder. Schreibmaschinenbänder wurden ebenfalls aus PET gefertigt.
Hergestellt wird PET-Folie aus einem Rohstoffgranulat, das zuerst getrocknet wird, oder direkt aus der Schmelze (Uhde-Inventa-Fischer-Verfahren). Die Trocknung verhindert den hydrolytischen Abbau bei der Verarbeitung. Durch Aufschmelzen mittels Extrusion und Filtration wird über eine Breitschlitzdüse daraus eine Folie hergestellt. Der flüssige Schmelzefilm wird mittels elektrostatischem Pinning auf eine Gießwalze gepresst und unter die Glasübergangstemperatur von PET, die bei ca. 65 bis 80 °C liegt, abgekühlt. Das elektrostatische Pinning ist eine Anlegemethode für den flüssigen Schmelzefilm, bei dem z. B. ein unisolierter Draht im Millimeterabstand parallel zum Schmelzefilm angebracht wird. An den Draht wird eine Hochspannung von 5 bis 10 kV angelegt. Durch den Dipolcharakter der PET-Moleküle wird die dem Draht zugewandte Seite der Folie positiv aufgeladen. Der Gegenpol ist die geerdete Gießwalze. Mit diesem Verfahren wird der Schmelzefilm gegen die Gießwalze gepresst, die Luft zwischen PET-Film und der gekühlten Gießwalze wird verdrängt. Das ist wichtig für eine rasche gleichmäßige Abkühlung des Films. In diesem Verfahrensschritt entsteht die sogenannte Vorfolie.
Ihre endgültigen mechanischen Eigenschaften erhält die Folie durch den nachfolgenden Streckprozess. Die Streckung erfolgt meist in zwei Schritten, und zwar zuerst in Längs- und danach in Querrichtung. Für die Streckung muss die Folie wieder über die Glastemperatur erwärmt werden. Zur Längsstreckung wird die Folie über geheizte Walzen geführt, aufgewärmt bis zur Strecktemperatur von z. B. 85 °C erwärmt und in einem Streckspalt mit einem zusätzlichen IR-Strahler in Längsrichtung um das 2,5- bis 3,5-fache gedehnt. Die Walzen nach dem Streckspalt drehen sich mit entsprechend höherer Geschwindigkeit.
Der zweite Schritt ist die Breitstreckung. Diese erfolgt in einem Breitstreckrahmen, bei dem die Folie an den Seitenrändern von Kluppenketten gehalten wird. Kluppenketten laufen parallel zur Folienbahn. An den einzelnen Kettengliedern sind Halteklammern zum Fassen der Folienränder angebracht. Zuerst wird die Folie mit heißer Luft aufgewärmt und danach in die Breite gestreckt. Die Ketten werden an einer Führungsschiene so geführt, dass nach dem Vorheizen der Abstand zwischen den Kluppenketten um das 2,5- bis 4-fache verbreitert wird. Der letzte Verfahrensschritt ist die thermische Fixierung der Folie. Die noch in der Kluppenkette eingespannte Folie wird auf eine Temperatur zwischen 200 und 230 °C erhitzt. Dabei werden Spannungen in der Folie abgebaut. Durch die Thermofixierung liegen die Molekülfäden so dicht beieinander, dass infolge des geringen Abstandes eine physikalische Verbindung zwischen den Molekülketten entsteht. Das ist die Kristallitbildung.
Neben diesem Standardprozess gibt es verschiedene Varianten, um besondere Eigenschaften wie erhöhte Festigkeiten in Längsrichtung zu erzeugen.
Soll die Folie später bei hohen Temperaturen (>80 °C) eingesetzt werden und maßhaltig bleiben, so empfiehlt es sich, diese Folien in einem Ofen oberhalb der späteren Einsatztemperatur vorzuschrumpfen, um sie spannungsfrei zu machen. Bei diesem Prozess verändern sich die Maße der Folie entsprechend ihrem Herstellungsprozess. Manche Hersteller bieten deshalb auch vorgeschrumpfte Folien für Hochtemperaturanwendungen an.

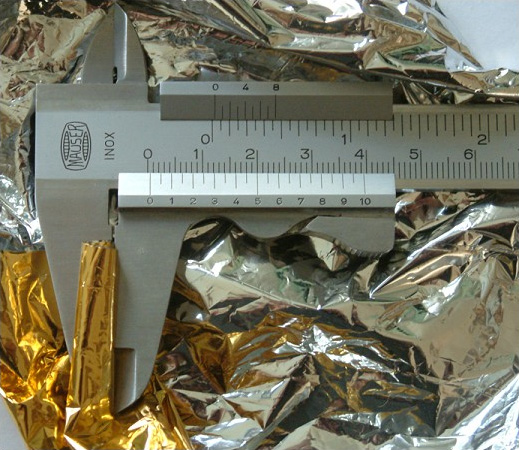
Folie aus boPET/MPET (Mylar); der Messschieber zeigt bei 32 Lagen eine Dicke von 450 µm, was eine Foliendicke von ca. 14 µm ergibt

Je nach gewünschter Anwendung werden dem Rohstoff noch Pigmente zugesetzt. Dadurch werden die Wickeleigenschaften der fertigen Folie verbessert. Auch zum Mattieren für Möbelfolie werden solche Folien pigmentiert. Auch farbige Pigmente werden eingesetzt. Andere, auch lösliche Zusätze gibt es zur UV-Stabilisierung und -Absorption oder auch zum Färben.
Der Rohstoff kann auch durch andere Polymerbausteine modifiziert werden. Ersetzt man einen Teil der Terephthalsäure durch Isophthalsäure, so sinken der Schmelzpunkt des Rohstoffes und die Kristallisationsneigung und es entsteht PETIP. Die lineare Kettenbildung wird gestört. Durch Koextrusion von PET mit PETIP werden siegelfähige Folien hergestellt.
Die fertigen Folien werden oft noch beschichtet oder mit anderen Folien zu Verbunden verklebt. Verbunde sind z. B. aromadichte Folien für die Kaffeeverpackung.

### Metallisiertes Polyethylenterephthalat (MPET)
Metallisiertes Polyethylenterephthalat (Abkürzung: MPET) wie beispielsweise biaxial orientiertes PET (boPET, Mylar) wird für Rettungsdecken verwendet und wurde als Flammhemmer eingesetzt. Seine unzureichende Feuerfestigkeit wurde als eine der Ursachen des schweren Flugunglücks des Swissair-Flugs 111 am 2. September 1998 identifiziert.

## Recycling

Recycling-Code für PET

### Aktuelle Verfahren
PET hat den Recycling-Code 01. Der hohe Wert von PET und die Wirtschaftlichkeit des Recyclings lässt sich auch daran erkennen, dass dafür High-Tech-Sortierverfahren mithilfe der Hochgeschwindigkeits-Laserspektroskopie entwickelt wurden. Sie sortieren die Bruchstücke kleingeschredderter PET-Flaschen, die neben dem Hauptbestandteil PET auch andere Kunststoffe (Folienschicht in der Wand, Deckel) enthalten, sortenrein für die Wiederverwertung in Lebensmittelqualität. Das Verfahren war 2010 für den Deutschen Zukunftspreis nominiert. Eine Tonne sortenreines PET hat einen Marktpreis zwischen 400 und 500 Euro (Stand 07/2014).
Im Jahr 2009 wurden europaweit 48,4 % aller PET-Flaschen für das Recycling gesammelt. 40 % des recycelten PET wurde zu Textilfasern verarbeitet, 27 % zu Folien und thermogeformten Produkten, aus 22 % wurden neue Flaschen und Behälter hergestellt und 7 % dienten zur Herstellung von Kunststoffumreifungsbändern.

### Forschung
Neuere Forschungen eröffnen Perspektiven, Polyethylenterephthalat in zukünftigen Recycling-Verfahren durch bakterielle Zersetzung abzubauen. Nach im März 2016 veröffentlichten Forschungsergebnissen wird Polyethylenterephthalat durch das Bakterium Ideonella sakaiensis 201-F6 in zwei Stoffe (Terephthalsäure und Ethylenglycol) zersetzt, was als Basis für ein biochemisches Recycling dienen könne.
Die französische Firma Carbios hat ein Verfahren zur enzymatischen Depolymerisierung von PET-Produkten incl. Textilien mittels bakterieller Enzyme entwickelt. Dabei werden PET-Monomere gewonnen, die sich erneut polymerisieren und zu komplett neuwertigen Produkten verarbeiten lassen. Eine Demonstrationsanlage arbeitet seit September 2021, verschiedene Hersteller haben mit dem gewonnenen Material bereits Verpackungen hergestellt.
In den letzten Jahren wurden Enzyme wie z. B. PHL7 entdeckt, die PET innerhalb weniger Stunden aufspalten.

## Copolymere

### PETG

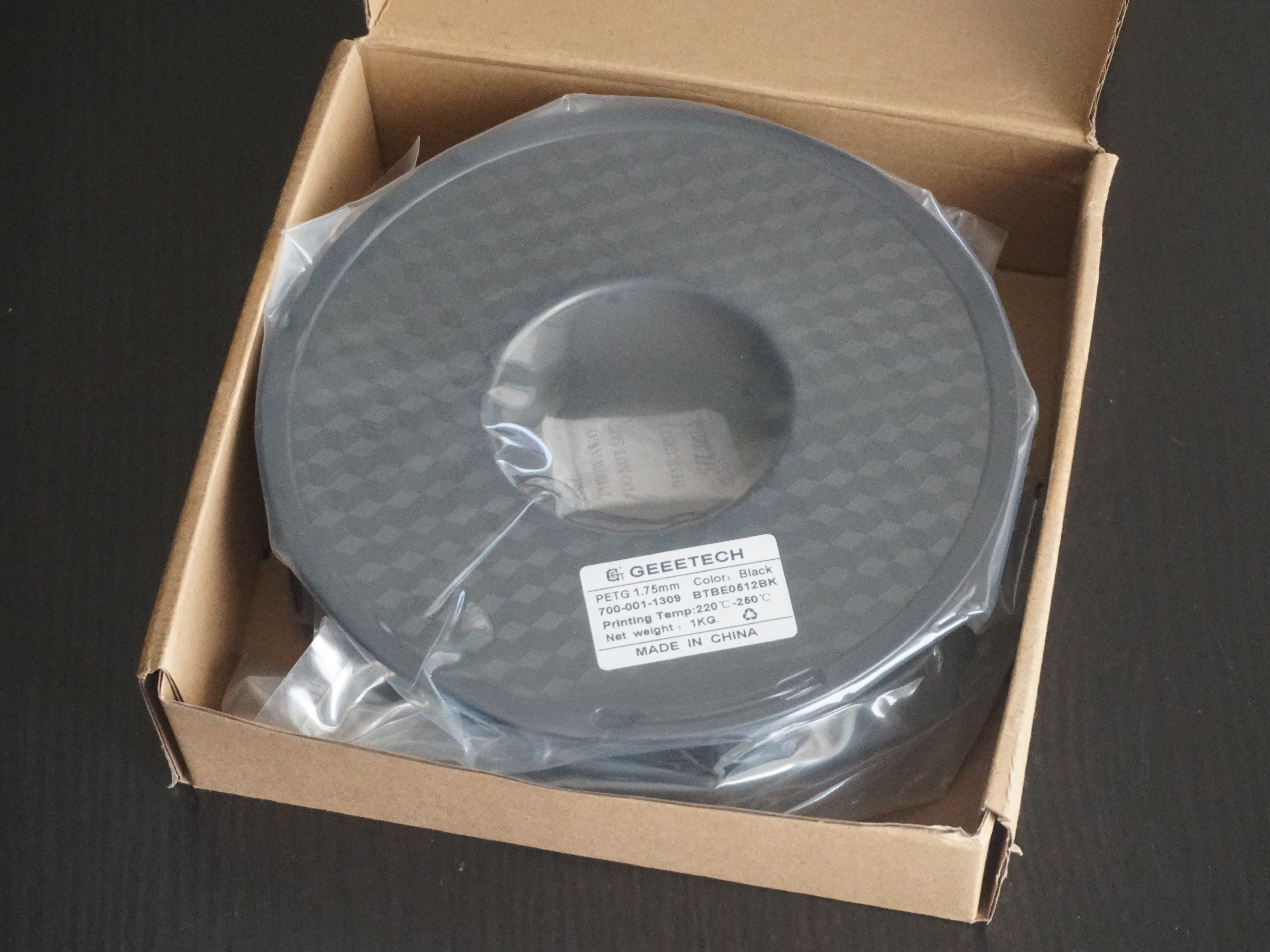
1 kg PETG-Filament (1,75 mm) in Um- und Vakuumverpackung für den FDM-3D-Druck

Strukturformelausschnitt des Copolymers PETG - Poly(ethylenterephthalat-co-1,4-cyclohexandimethylenterephthalat). Die Ethylenglycol-Einheiten sind blau markiert, die 1,4-Cyclohexandimethanol-Einheiten orange.

PETG ist ein Glycol-modifiziertes PET, das sich durch seine besonders hohe Transparenz, höhere Schlagzähigkeit und bessere Verarbeitungseigenschaften auszeichnet. Es entsteht durch Zugabe eines bestimmten Anteils von Cyclohexandimethanol (CHDM) zusammen mit Ethylenglycol als weiteres Diol bei der Polykondensation mit Terephthalsäure. Dadurch entsteht ein Copolymer mit zufälliger Anordnung der Ethylenglycol- und Cyclohexandimethanol-Einheiten. Diese unregelmäßige Länge und Anordnung der Einheiten stört die Kristallisation. Dies senkt die Glasübergangstemperatur (Tg), erniedrigt die Viskosität der Schmelze und ermöglicht eine bessere Verarbeitung. Anwendungen finden sich in der Folienherstellung (beispielsweise als Schrumpfetiketten für PET-Flaschen), im Spritzguss und im FDM-3D-Druck.

### PEIT
PEIT (Polyethylen-co-isosorbid-terephtalat) ist ein Copolymerisat, bei dem Isosorbid als Comonomer genutzt wird. Das Produkt besitzt Anwendungen im Hochtemperaturbereich und kann für heiß beladene Container und optische Datenspeicher benutzt werden.

## Lebensmittelsicherheit
Eine Stellungnahme in der Fachzeitschrift Environmental Health Perspectives vom April 2010 legt nahe, dass PET in üblichen Verwendungsformen endokrine Disruptoren freisetzen könnte. Der Beitrag empfiehlt weitergehende Erforschung des Werkstoffs.
Das dem PET als Katalysator zugesetzte Antimon kann aus dem Kunststoff austreten. Laut einem Artikel, der in der Fachzeitschrift Journal of Environmental Monitoring im April 2012 veröffentlicht wurde, lag die Konzentration von Antimon in demineralisiertem Wasser, das 48 h bei bis zu 60 °C in PET-Flaschen gelagert wurde, unterhalb der Europäischen Grenzwerte. Von 47 frischen Getränke-Proben überschritt lediglich eine den EU-Grenzwert.
In einer Studie wurde die Migration oder Elution von Phthalsäureestern aus Polyethylenterephthalat-Flaschen für Softdrinks gemessen. Die höchsten Werte enthielten Getränke, die mit Kaliumsorbat konserviert waren oder die den geringsten pH-Wert aufwiesen. Die gemessenen Werte waren kein Risiko für die Gesundheit, durch Akkumulation könnten sich aber auch geringe Mengen mit der Zeit anreichern.
Das Bundesinstitut für Risikobewertung stellt fest, dass für die Herstellung von PET-Getränkeflaschen kein Bisphenol A verwendet wird. Der Übertritt von Antimon sei mit gemessenen Konzentrationen von bis zu 2 µg pro Liter weit unter dem Grenzwert von 40 µg pro Liter, der in der EU für den Übertritt in Lebensmittel festgelegt ist. Weiterhin wurden in Getränken aus PET-Flaschen nicht mehr hormonähnliche Substanzen gefunden als in solchen aus Glasflaschen. Es wird darauf hingewiesen, dass Verunreinigungen mit Acetaldehyd zwar unbedenklich seien, die damit manchmal verbundenen geschmacklichen Beeinträchtigungen jedoch nicht hingenommen werden müssten.